# Кененбай Кожабеков
Кененбай Молданович Кожабеков (каз. Кененбай Молданұлы Қожабеков; 3 березня 1928, аул Аксенгір, КазРСР, СРСР (нині Алматинської області, Казахстан) - 3 листопада 1988, Алма-Ата, КазРСР, СРСР ) - казахський радянський актор театру і кіно. Народний артист Казахської РСР (1972). Лауреат Державної премії Казахської РСР імені К. Байсеїтової (1971).

## Біографія
Народився 3 березня 1928 року в аулі Аксенгір. Випускник акторського відділення Алма-Атинського театрально-художнього училища (1950).
У 1949 році вперше знявся в кіно, перша роль - чукча Айє у фільмі «Алітет іде в гори» режисера Марка Донського. Донський тоді відібрав в Алма-Аті для фільму також пізніше відомими Нурмухана Жантуріна (роль Туматуге) і Гульфайрус Ісмаїлову .
У 1950—1967 роках грав на сцені Казахського ТЮГу, з 1958 року — актор кіностудії «Казахфільм», де 1975 року про нього було знято документальний фільм «Повернення Кененбая». Наприкінці 1960-х актор у сутичці з бандитами отримав тяжке поранення та став інвалідом. Залишок життя Кожабеков провів в інвалідному візку, проте продовжував зніматися — переважно в епізодах і тих ролях, де не потрібно було ходити в кадрі. Фільм «Вовча яма» яскраво показав його акторську майстерність, навіть незважаючи на те, що він був прикутий до інвалідного візка.

## Творчість

### Фільмографія
- 1949 — Алітет іде в гори — Айе
- 1952 — Джамбул — Надир
- 1955 — Дівчина-джигіт — Айдар
- 1955 — Це було у Шуглі — Бахитжан
- 1956 — Неспокійна весна — Хаваш Атабаев
- 1957 — Рибалки Арала — Ерназар Калимбетов
- 1958 — Ми з Семиріччя — Нартай, наймит'
- 1959 — Одного разу вночі — Кемел Керимбаев
- 1961 — Якби кожен з нас — Імаш
- 1961 — Сплав — Туліген
- 1963 — Мене звуть Кожа — Рахманов, вчитель
- 1966 — Тривожний ранок
- 1969 — Киз-Жибек — хан Сирлибай
- 1971 — Брат мій — Амиркул
- 1972 — Горизонти — батько Таїра
- 1972 — Тризна — Батираш
- 1974 — Гей ви, ковбої!
- 1975 — Притча про кохання
- 1975 — Бережи свою зірку
- 1976 — Зустрічі на Медео — спортивний адміністратор
- 1977 — Якось і на все життя
- 1978 — Кров і піт
- 1979 — Щит міста
- 1980 — Гінці поспішають — Манай
- 1980 — Пора дзвінкої спеки
- 1981 — Останній перехід — Досмухамбет-бай
- 1982 — Диня — начальник станції «Ахтумар»
- 1983 — Вовча яма — Муса Шаріпов, «Бабахан», він же Баймурзаєв, Хасанов
- 1985 — Знай наших! — епізод
- 1986 — На перевалі — Карасункар
- 1986 — Турксиб
- 1986 — Історія слабкої жінки — голова профкому
- 1989 — Бейбарс — султан Саліх
- 1989 — Султан Бейбарс — султан Саліх

## Нагороди
- 1971 - Лауреат Державної премії Казахської РСР імені До. Байсеїтовій («Киз Жибек»)
- 1972 - на 5-му Всесоюзному кінофестивалі в Тбілісі за роль Сирлибая у фільмі "Киз Жибек" отримав спец. диплом журі «За роботу з розвитку драматичного мистецтва на екрані» [1] .